# Так начиналась легенда
«Так начиналась легенда» — советский художественный полнометражный цветной фильм, снятый режиссёром Борисом Григорьевым на киностудии имени М. Горького в 1976 году.

## Сюжет
Фильм повествует о детстве Юрия Гагарина, о той поре жизни, которая, по собственным его словам, сыграла важную роль в формировании его характера: война, оккупация их села немцами, голод, угон в Германию старшего брата и сестры, изгнание фашистов из Смоленщины, переезд семьи в город Гжатск. Никаких особенных событий в его жизни, казалось, не происходило: вредил фашистам, помогал советским лётчикам, спас братишку от расправы фельдфебеля, взял под защиту осиротевшую Настю, ставшую верной связной, участвовал в восстановлении разрушенной школы, но всё это вместе взятое, формировало характер.

## В ролях
- Олег Орлов — Юрий Гагарин в детстве
- Георгий Бурков — Алексей Иванович, отец Юрия Гагарина
- Лариса Лужина — Анна Тимофеевна, мать Юрия Гагарина
- Светлана Пономарёва — Настя
- Майя Булгакова — Ксения Герасимовна, учительница
- Вилнис Бекерис — Альберт, постоялец Гагариных
- Борис Григорьев — Дронов, немецкий староста
- Александр Кавалеров — полицай-переводчик
- Владимир Гусев — лётчик
- Юрий Григорьев — лётчик
- Афанасий Кочетков — дядя Кузьма, председатель
- Наталья Величко — мама Насти
- Зинаида Ярош — Зоя, сестра Юрия Гагарина
- Герман Полосков — папа Насти